# Гелеуза
Гелеуза (рум. Ghelăuza) — село у Страшенському районі Молдови. Адміністративний центр однойменної комуни, до складу якої також входить село Сака.

## Населення
За даними перепису населення 2004 року у селі проживали 838 осіб.
Національний склад населення села:
| Національність       | Кількість осіб | Відсоток   |
| -------------------- | -------------- | ---------- |
| молдавани румуни     | 828 1          | 98,8% 0,1% |
| росіяни              | 5              | 0,6%       |
| українці             | 3              | 0,4%       |
| інша / без відповіді | 1              | 0,1%       |
| Всього               | 838            | 100%       |